# Cmentarz Bohaterów w Kiszyniowie
Cmentarz Bohaterów (rum. Cimitirul Eroilor), także Cmentarz Honorowy (Cimitirul de Onoare) – cmentarz wojskowy w Kiszyniowie, wytyczony w 1918 i zniszczony w 1959. Odbywały się na nim pochówki żołnierzy z różnych armii i państw walczących w I wojnie światowej, zarówno poległych, jak i zmarłych w niewoli, a także weteranów wojny. 
Teren dawnej nekropolii znajduje się w rejonie Botanica, przy bulwarze Decebala 17. Obejmuje powierzchnię 2,4 ha. 

## Historia
Cmentarz został wytyczony po I wojnie światowej, w 1918. Pochowano na nim walczących w niej żołnierzy różnych narodowości, walczących w szeregach różnych armii:
- 431 Rumunów,
- 234 Rosjan,
- 39 Czechów,
- 35 Francuzów,
- 29 Austriaków,
- 6 Polaków[2]
- a także żołnierze greccy i węgierscy[1].

W latach 1927–1938 cmentarz został uporządkowany i odnowiony przez Narodową Fundację Królowej Marii zajmującą się upamiętnianiem poległych żołnierzy rumuńskich. Również w latach 30. XX wieku na jego terenie zbudowano pomnik Legionu Czechosłowackiego. Na teren nekropolii prowadziła brama z dwoma pylonami ze zbrojonego betonu, o wysokości 10 m każdy. Każdy z pylonów wieńczyła postać orła. Brama dominowała nad półokrągłym placykiem i prowadziła na schody o wysokości 50 metrów i szerokości 6 metrów. W centralnej części cmentarza znajdowała się neobizantyjska kaplica, w której podziemiach pochowano część żołnierzy. Pozostałe nagrobki znajdowały się w sześciu kwaterach, w których rozmieszczono zarówno groby indywidualne, jak i mogiły zbiorowe. Nie wszyscy żołnierze zostali zidentyfikowani.
W 1941 na nekropolii pochowano 96 poległych w trwającej II wojnie światowej żołnierzy rumuńskich. W 1942 ukończono na niej kolejne prace porządkowe. Według niektórych świadectw na cmentarzu już po II wojnie światowej chowano także niemieckich i węgierskich jeńców wojennych, którzy pod nadzorem NKWD pracowali przy odbudowie Kiszyniowa ze zniszczeń.   

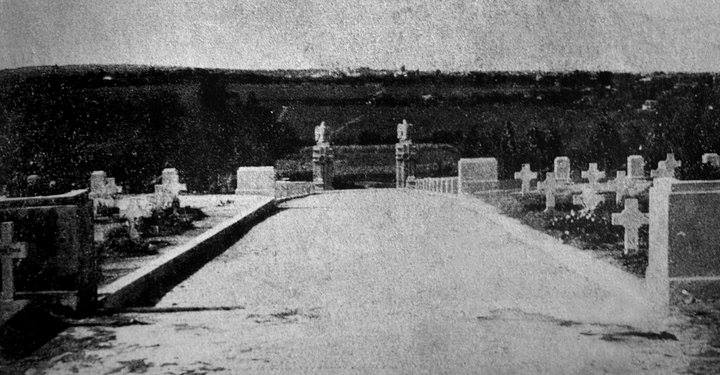
Cmentarz w 1942

W 1944 kaplica cmentarna została zniszczona, kwatery zrównane z ziemią, miejsca pochówku zniszczone. Przetrwało jedynie 89 nagrobków żołnierzy rumuńskich, nagrobek zmarłego w 1941 Włocha Alciro Devianiego, 36 nagrobków żołnierzy radzieckich zmarłych w szpitalu w Kiszyniowie, dwóch rosyjskich sióstr miłosierdzia, pięć nagrobków żołnierzy czechosłowackich i 30 nagrobków oficerów francuskich z okresu II wojny światowej. W 1961 na miejscu pierwotnie zajmowanym przez nekropolię wzniesiono klinikę pulmonologiczną. Zachowano jedynie bramę cmentarną. Budynek kliniki rozebrano w 2007. Również w obrębie dawnego cmentarza znajdują się cerkiew Wszystkich Świętych, zbudowana dla upamiętnienia ofiar powojennych deportacji z Mołdawii oraz centrum handlowe Jumbo. Na miejscu, gdzie znajdowała się kaplica, w latach 90. XX wieku z inicjatywy mołdawskiego działacza narodowego Gheorghe Ghimpu, który bez powodzenia zabiegał o restaurację całego cmentarza, ustawiono drewniany krzyż pamiątkowy z napisem "Chwała bohaterom Armii Rumuńskiej" (Glorie eroilor Armatei Române), odrestaurowano także fundament budynku. Pozostały obszar nekropolii pozostaje niezagospodarowany, zdewastowany i zaśmiecony. Teren cmentarza został w XXI w. sprzedany prywatnej firmie Buiucani Real Estate Holding.
Działa komitet na rzecz ratowania cmentarza.